# Рузметов, Абдулла Садуллаевич
Абдулла Садуллаевич Рузметов (род. 22 апреля 1980, Хорезмская область, Узбекская ССР, СССР) — узбекский менеджер и политический деятель, депутат Законодательной палаты Олий Мажлиса Республики Узбекистан IV созыва. Член Либерально-демократической партии Узбекистана.

## Биография
Абдулла Рузметов окончил Ташкентский государственный экономический университет. В 2020 году избран в Законодательную палату Олий Мажлиса Республики Узбекистан IV созыва, а также назначен на должность члена Комитета по демократическим институтам, негосударственным организациям и органам самоуправления граждан Законодательной палаты Олий Мажлиса Республики Узбекистан.